# Agus Prayogo
Agus Prayogo (* 23. August 1985 in Bogor) ist ein indonesischer Leichtathlet, der sich auf den Langstreckenlauf spezialisiert hat. Er ist der momentane Inhaber der Landesrekorde über 5000 und 10.000 Meter.

## Sportliche Laufbahn
Erste internationale Erfahrungen sammelte Agus Prayogo im Jahr 2009, als er bei den Südostasienspielen in Vientiane, bei denen er in 29:51,40 min die Goldmedaille im 10.000-Meter-Lauf gewann. Im Jahr darauf nahm er erstmals an den Asienspielen in Guangzhou teil und erreichte dort in 29:25,77 min Rang zehn über 10.000 Meter und wurde im 5000-Meter-Lauf in 14:04,29 min Zehnter. 2011 belegte er bei den Asienmeisterschaften in Kōbe in 14:10,85 min Rang acht über 5000 Meter und erreichte anschließend bei den Militärweltspielen in Rio de Janeiro mit neuem Landesrekord von 14:02,12 min Rang elf. Daraufhin siegte er bei den Südostasienspielen in Palembang in 14:10,01 min über 5000 Meter sowie in 30:10,43 min auch über 10.000 Meter. Zwei Jahre darauf gewann er bei den Südostasienspielen in Naypyidaw in 30:25,33 min die Bronzemedaille über 10.000 Meter hinter dem Vietnamesen Nguyễn Văn Lai und Boonthung Srisung aus Thailand. Zudem erreichte er über 5000 Meter in 14:51,91 min Rang fünf.
2015 siegte er dann erneut bei den Südostasienspielen in Singapur in 29:41,56 min über 10.000 Meter und sicherte sich über 5000 Meter in 14:15,14 min die Silbermedaille hinter dem Vietnamesen Nguyễn. Anschließend belegte er bei den Militärweltspielen im südkoreanischen Mungyeong in 30:17,97 min Rang fünf über 10.000 Meter. 2017 belegte er bei den Islamic Solidarity Games in Baku in 1:36,20 min Rang elf über 5000 Meter und anschließend siegte er bei den Südostasienspielen in Kuala Lumpur in 30:22,26 min über 10.000 Meter und gewann im Marathonlauf in 2:31:20 h die Silbermedaille hinter dem Singapurer Soh Rui Yong. Zudem gewann er über 5000 Meter in 15:01,80 min die Bronzemedaille hinter Nguyễn und dem Malaysier Prabudass Krishnan. Im Jahr darauf nahm er im Marathon erneut an den Asienspielen in Jakarta teil, konnte dort aber sein Rennen nicht beenden. 2019 erreichte er bei den Militärweltspielen in Wuhan in 29:52,59 min Rang elf über 10.000 Meter. Anschließend siegte er bei den Südostasienspielen in Capas in 2:26:48 h im Marathon, gewann über 10.000 Meter in 30:22,13 min die Silbermedaille hinter dem Thailänder Kieran Tuntivate und über 5000 Meter belegte er in 14:47,48 min den fünften Platz. 2021 siegte er in 2:32:21 h beim Bank Jateng Borobudur Marathon und im Jahr darauf gewann er bei den Südostasienspielen in Hanoi in 2:25:38 h die Silbermedaille hinter dem Vietnamesen Hoàng Nguyên Thanh. 2023 siegte er bei den Südostasienspielen in Phnom Penh in 2:32:59 h im Marathon und belegte in 31:53,52 min den vierten Platz über 10.000 Meter. Anschließend gelangte er bei den Asienmeisterschaften in Bangkok mit 31:39,75 min auf Rang elf über 10.000 Meter. Im Oktober wurde er bei den Asienspielen in Hangzhou nach 2:20:53 h 13. im Marathon.
2009 und 2019 wurde Prayogo indonesischer Meister im 10.000-Meter-Lauf und 2018 und 2019 auch über 5000 Meter.

## Persönliche Bestleistungen
- 5000 Meter: 14:02,12 min, 23. Juli 2011 in Rio de Janeiro (indonesischer Rekord)
- 10.000 Meter: 29:25,77 min, 26. November 2010 in Guangzhou (indonesischer Rekord)
- Halbmarathon: 1:06:27 h, 7. Juli 2019 in Gold Coast
- Marathon: 2:20:53 h, 4. Oktober 2023 in Hangzhou